# Dendrobium thyrsiflorum
Dendrobium thyrsiflorum är en orkidéart som beskrevs av Heinrich Gustav Reichenbach och Éduard-François André. Dendrobium thyrsiflorum ingår i släktet Dendrobium, och familjen orkidéer. Inga underarter finns listade i Catalogue of Life.

## Bildgalleri

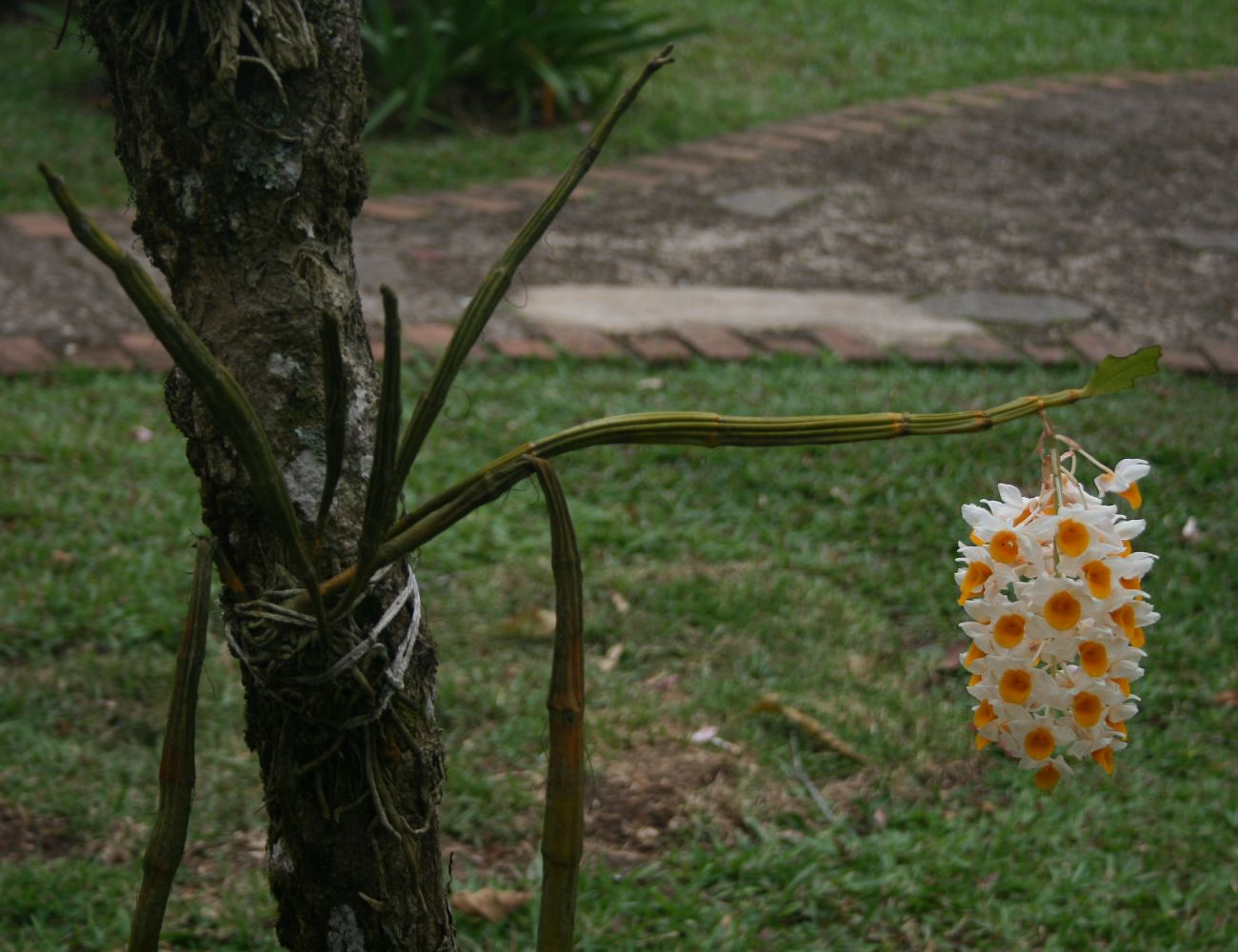
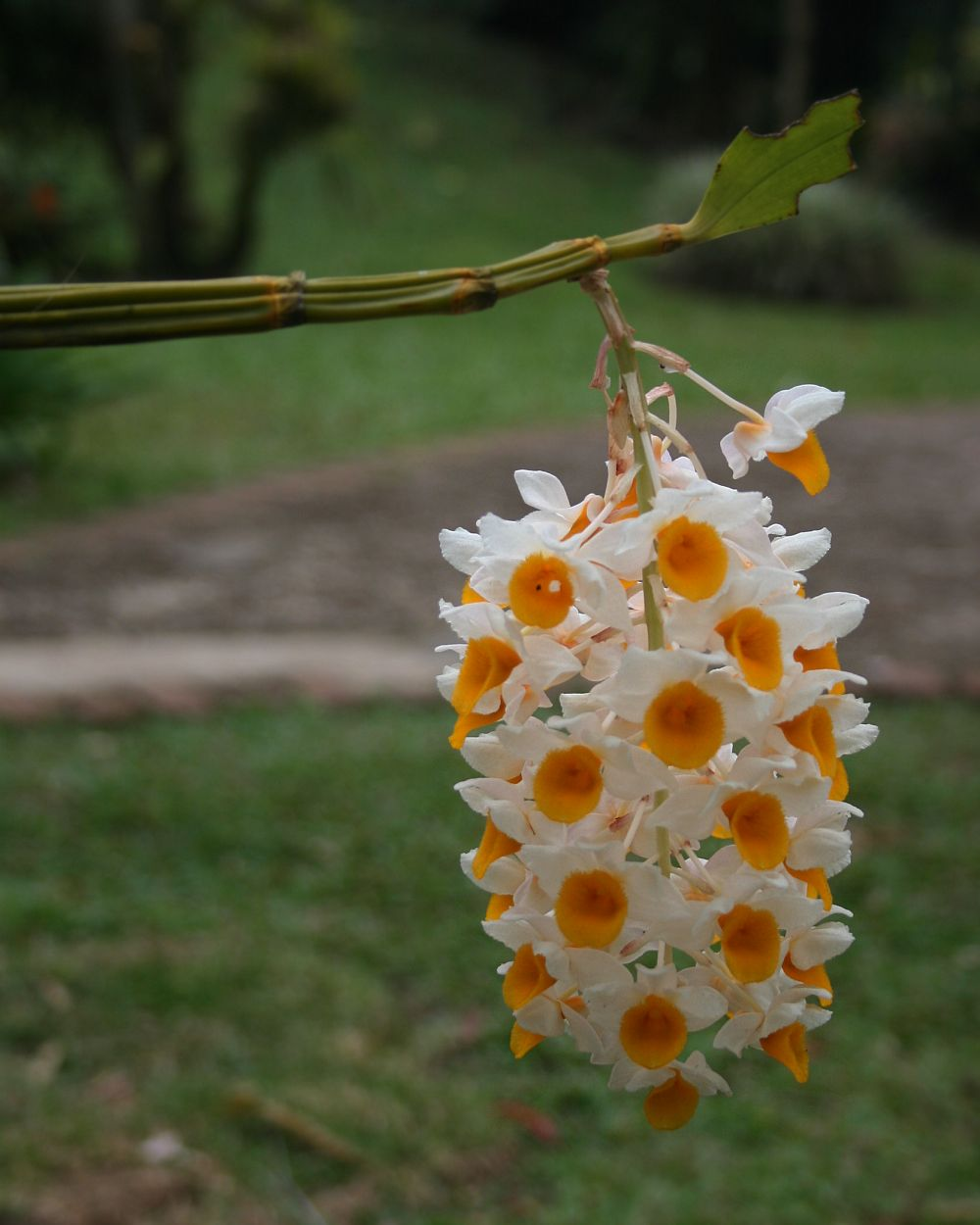
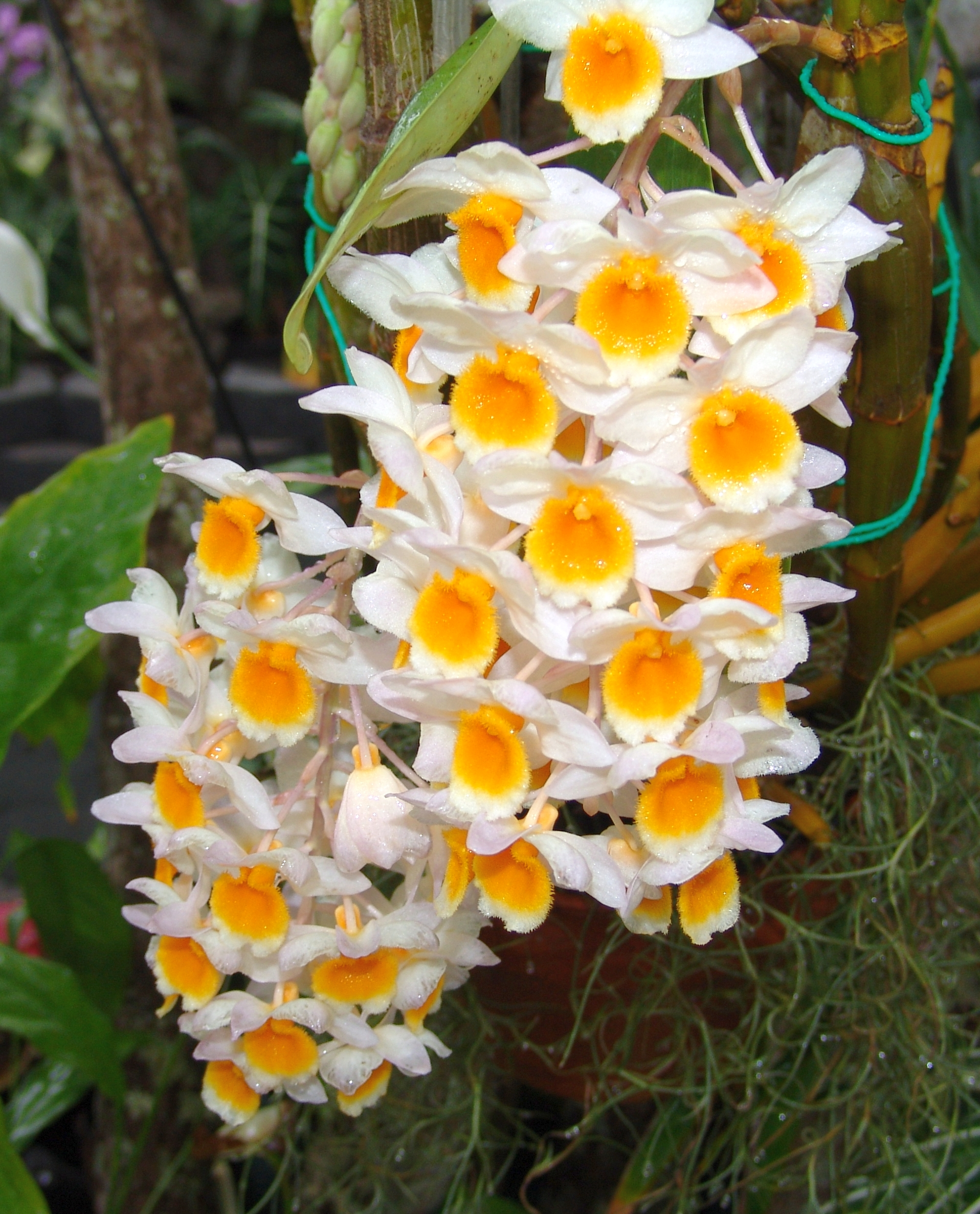
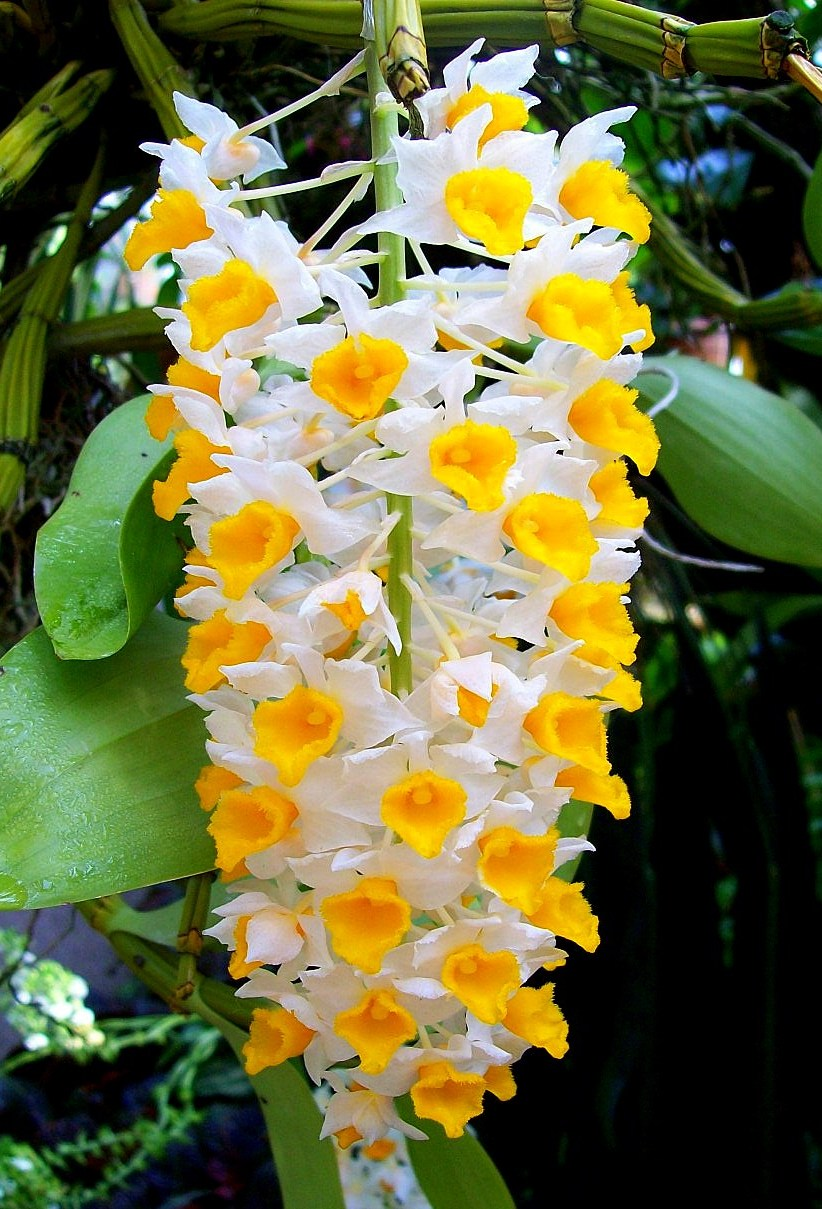
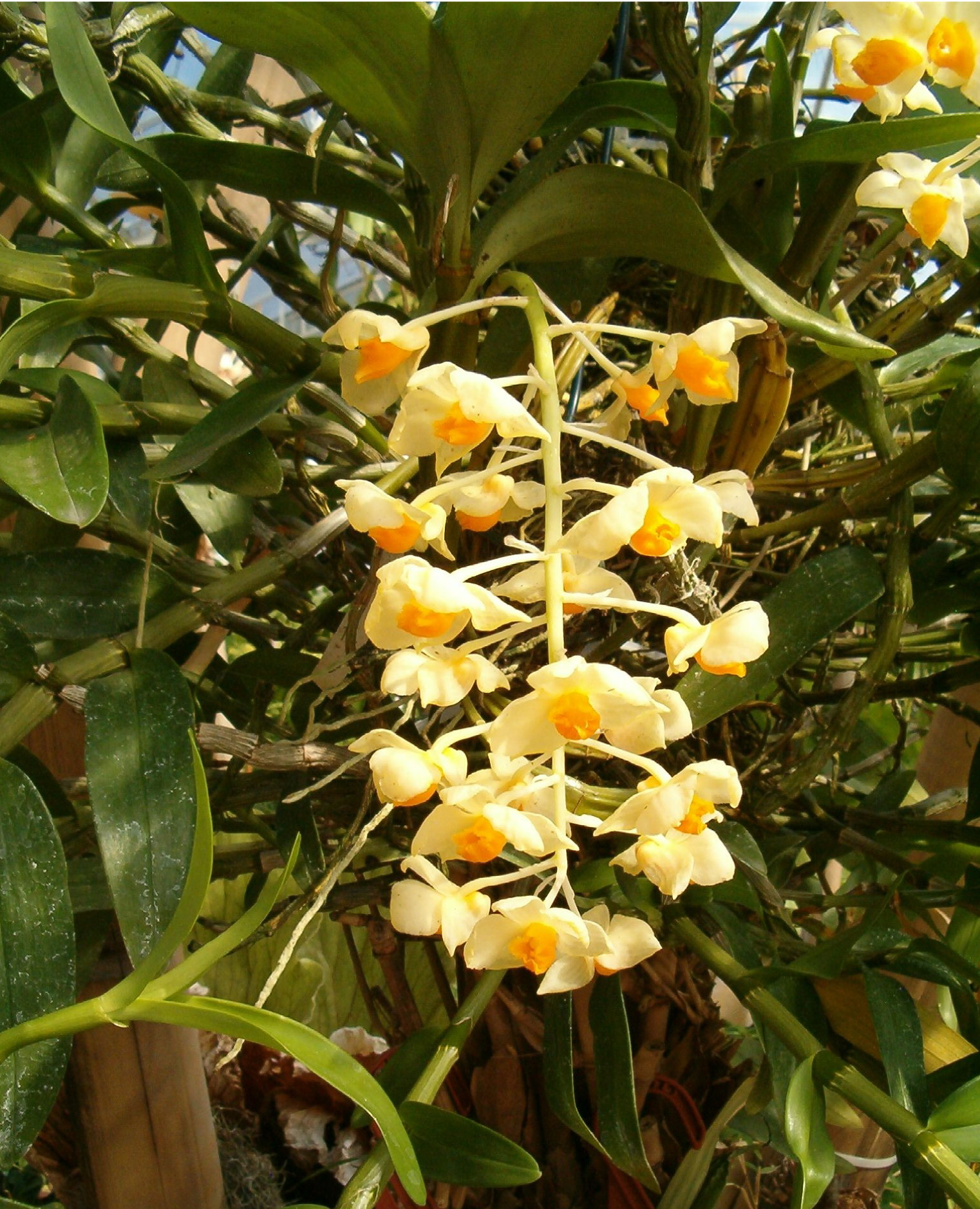
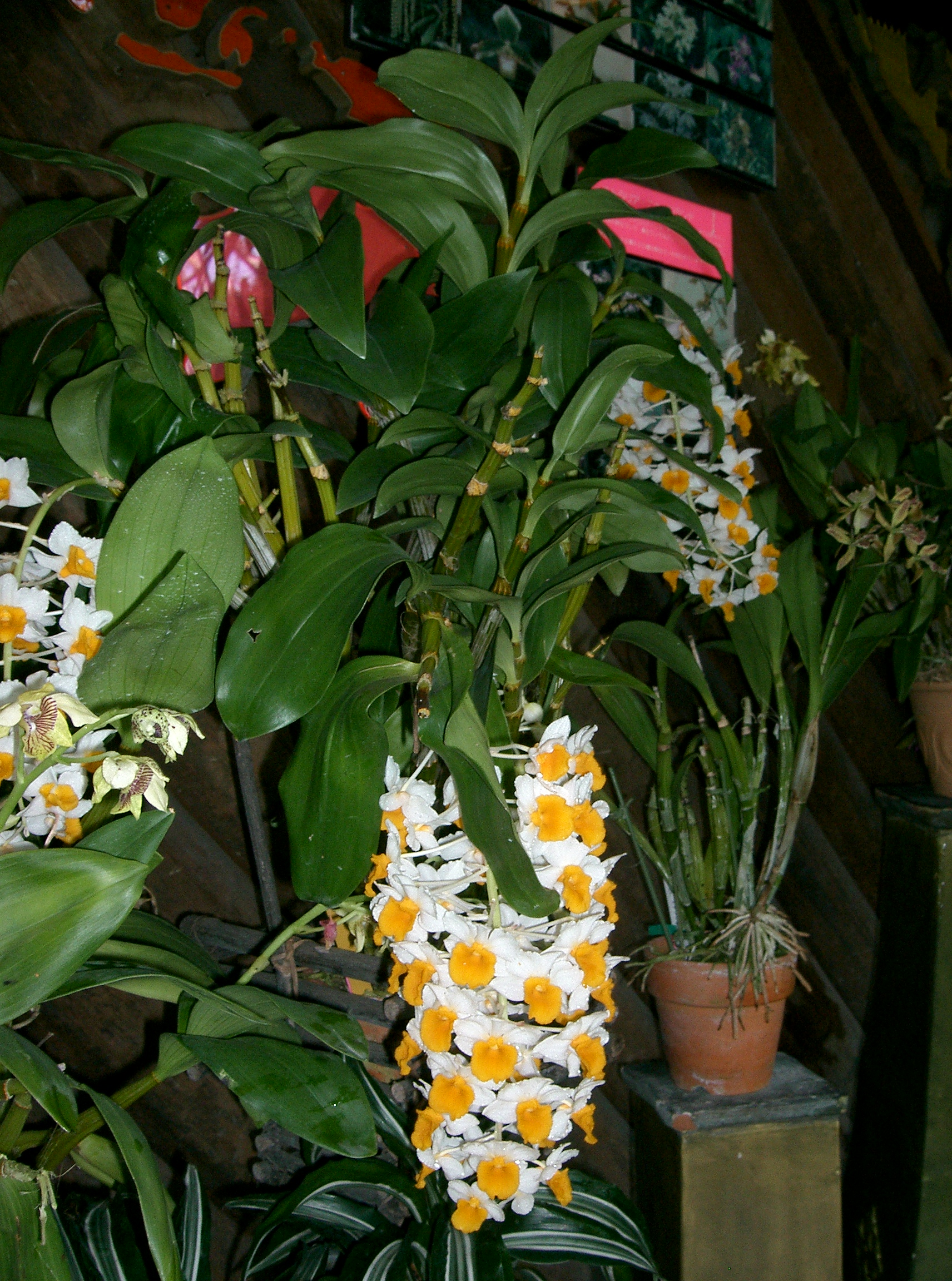